# 아오보즈

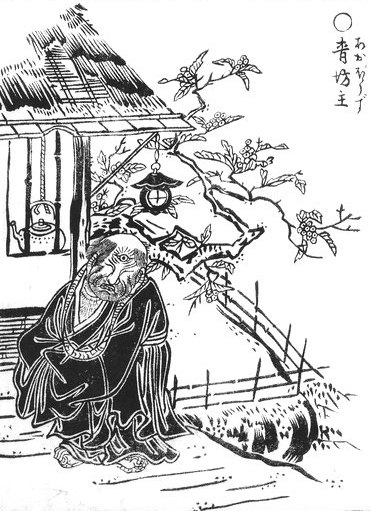

아오보즈(あおぼうず)는 일본의 요괴이다. 한자로는 청방주(青坊主)라고 쓰며, 푸른 색 대머리라는 뜻이다. 《화도 백귀야행》에 그 모습이 그려져 있으며, 일본 각지에서 전승되는 요괴이나, 지역별로 그 전승의 상세 내용은 각기 다르다.

## 화도 백귀야행
초가집 옆에 서 있는 승려의 모습으로 그려져 있지만, 《화도 백귀야행》이라는 물건 자체가 해설이 전혀 없는 작품인지라 특징 등 상세는 불명하다. 佐脇嵩之의 《백귀도권》 등의 요괴화집에 나오는 메이츠보우를 원안으로 그린 것이라는 설과, "파랗다"에 미숙하다는 뜻이 있기에 수행이 부족한 중을 요괴화한 것이라는 설이 있다.

## 지역별 전승

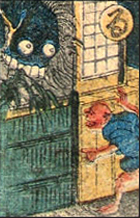
오바케 화투에 나온 오카야마 현의 아오보즈.

아오보즈 전승은 지역별로 다양하다.
나가노현
어느 소나무 주위를 숨을 멈추고 7번 돌면 나타나서 "돌 밟지 마라, 소나무다" 라고 한다.
과거 어느 연못에 살던 큰 잉어가 인간에게 잡히게 되어 날뛰자 마을 사람들이 이 잉어를 가라앉히기 위해 심은 것이 그 소나무라고 한다.
시즈오카현
봄철 해거름에 집에 늦게 들어간 아이가 보리밭을 달리다 보면 보리 속에서 아오보즈가 나타나 그 아이를 유괴해 간다고 해, 봄에 아이를 밭에 내보내지 않는 내력이 있다.
오카야마현
살갗이 푸르거나 또는 푸른 옷을 입은 큰 중의 모습을 한 요괴. 빈집 등지에 출현한다. 오바케 화투에도 등장한 바 있다.
야마구치현
야마노카미가 동자승의 모습으로 둔갑한 것이다. 사람 앞에 나타나 씨름을 하자고 꾄다. 덩치가 작아 보이지만 사실 산신이기 때문에 그 모습에 방심해 씨름에 도전했다가는 순식간에 던져져서 목숨이 위험할 수 있다.
가가와현
여성의 앞에 나타나 "목을 매달아 줄까?" 라고 한다. 싫다고 하면 그냥 가 버리지만, 무시하고 잠자코 있으면 여자를 기절시킨 뒤 정말 목을 매달아 버린다.

## 도시전설
근현대인 쇼와 시대 이후에도 각지의 도시전설(학교 괴담 등)에서 아오보즈가 등장하는 경우가 있다.
야마가타현
어느 산간 지역의 소학교 화장실 변기 속에서 아오보즈가 머리를 내밀고 노려본다고 한다.
후쿠시마현
야마가타와 마찬가지로 쇼와 10년대 전반에 소학교 화장실에 아오보즈가 출현한다는 괴담이 퍼져 당시 학생들은 무서워서 소변을 보지 못했다고 한다.